# Erlaubte Tagesdosis
Die erlaubte Tagesdosis (ETD; englisch acceptable daily intake, ADI) bezeichnet die Dosis eines Stoffs, wie etwa eines Lebensmittelzusatzstoffs, Pestizids oder eines Medikaments, die bei lebenslanger täglicher Einnahme als medizinisch unbedenklich betrachtet wird. Handelt es sich um ungewollte Verunreinigungen, spricht man von einer tolerierten Tagesdosis oder einer tolerierbaren tägliche Aufnahmemenge (engl. tolerable daily intake, TDI). Angegeben wird der ETD-Wert in Milligramm bzw. Mikrogramm pro Kilogramm Körpergewicht und Tag. Synergieeffekte (Zusammenwirken verschiedener Lebensmittelzusatzstoffe) werden jedoch nur teilweise berücksichtigt.
Vergleichbare Größen sind die tolerierbare wöchentliche Aufnahmemenge (TWI, von engl. tolerable weekly intake) und die tolerierbare monatliche Aufnahmemenge (TMI, von engl. tolerable monthly intake), welche die maximale Aufnahmemenge eines Stoffes pro Woche bzw. Monat angeben, die keine Gesundheitsschäden verursacht.

## Festlegen der Grenzwerte
Bestimmt wird der ETD-Wert meist durch Fütterungsversuche an Ratten und Mäusen. Diesen wird der zu untersuchende Stoff in unterschiedlich hohen Dosierungen angeboten oder zwangsgefüttert. Auf diesem Weg lässt sich eine Dosierung finden, bei der keine erkennbare Schädigung auftritt (No Observable (Adverse) Effect Level (NOEL bzw. NOAEL)). Dividiert durch einen Sicherheitsfaktor von 100 bis 1000, je nach Stoff, ergibt sich der ETD-Wert.
Der Sicherheitsfaktor ist nicht immer gleich. Er berücksichtigt die Übertragbarkeit des Experiments auf andere Individuen der Testspezies (10×) und auf den Menschen (10×). Er kann je nach Stoff herauf- oder herabgesetzt werden. Eine schlüssige Begründung, warum er die jeweilige Höhe haben muss, gibt es nicht. Stoffe, die keine Giftigkeit oder sonstige Schädlichkeit haben, erhalten einen unbegrenzten ETD-Wert (ADI not limited), gelegentlich wird auch ein vorläufiger ETD-Wert vergeben.
Über die Festsetzung des ETD-Wertes entscheiden Internationale Expertengremien:
- In Deutschland ist das Bundesinstitut für Risikobewertung (BfR)[2] mit der Ableitung der ETD befasst.
- In der Europäischen Union ist die Europäische Behörde für Lebensmittelsicherheit (EFSA) in Parma für die Ableitung der ETD zuständig.[3]
- International ein Expertengremium der Ernährungs- und Landwirtschaftsorganisation (FAO) und der Weltgesundheitsorganisation (WHO), der Gemeinsame FAO/WHO-Sachverständigenausschuss für Lebensmittelzusatzstoffe (JECFA)[4]

## Davon abgeleitete Grenzwerte
Aus den ADI-Werten werden unter Berücksichtigung weiterer Expositionswege für einzelne Stoffe, die aus Bedarfsgegenständen mit Lebensmittelkontakt in diese hinein migrieren können, die spezifischen Migrationsgrenzwerte (englisch Specific Migration Limits) berechnet. Diese werden in Milligramm pro Kilogramm Lebensmittel bzw. Lebensmittelsimulant angegeben. Dabei wird von einem Verzehr von 1 kg bzw. 200 g bei fettigen Lebensmitteln und einem Körpergewicht von 60 kg ausgegangen.